# باشگاه فوتبال ارورا پرو پاتریا ۱۹۱۹
ارورا پرو پاتریا ۱۹۱۹ (به ایتالیایی: Aurora Pro Patria 1919) که معمولاً با عنوان پرو پاتریا شناخته می‌شود، یک باشگاه فوتبال ایتالیایی است که در سال ۱۹۱۹ در ایتالیا بنیادگذاری‌شد.